# Mikael Boman
Mikael Boman - nascido em 1988, em Kungsbacka - é um futebolista sueco que joga como atacante .

## Carreira
Defende atualmente as cores do  IFK Göteborg ,  Gotemburgo .

## Títulos
- Copa da Suécia – 2014[2]